# Lorazepam

Strukturformel

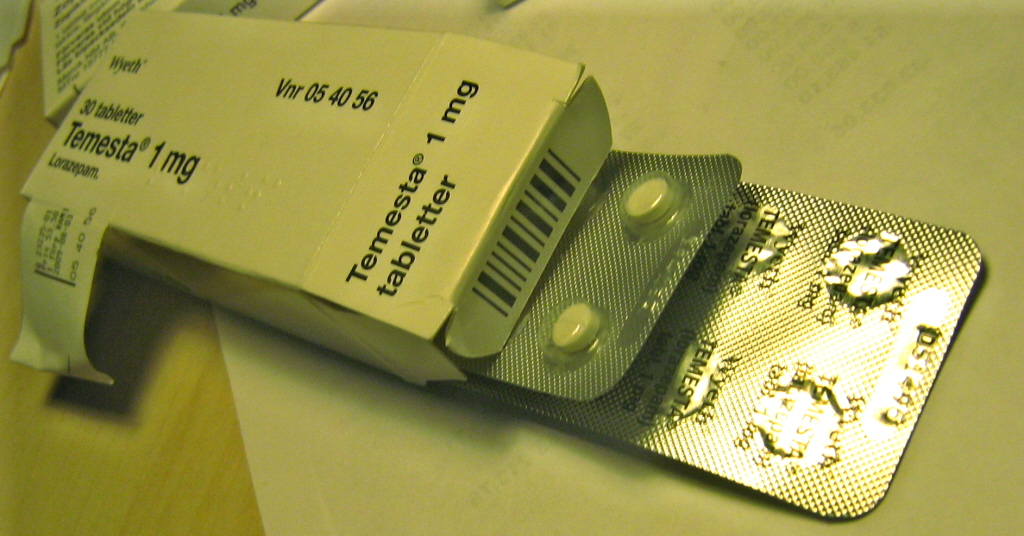
Temesta 1 mg

Lorazepam, summaformel C15H10Cl2N2O2, är ett narkotikaklassat lugnande bensodiazepinpreparat. Ämnet säljs under varunamnet Temesta i Sverige och som Ativan i USA och Storbritannien.
Lorazepam används vid oro, ångest och rastlöshet. Vid depressioner med inslag av nyssnämnda symptom kan medlet användas tillsammans med sedvanliga antidepressiva läkemedel. 
Risk för tillvänjning föreligger. Substansen är narkotikaklassad och ingår i förteckning P IV i 1971 års psykotropkonvention, samt i förteckning IV i Sverige.